# Nicolas Hallé
Pour les articles homonymes, voir Hallé.
Nicolas Hallé, né le 28 février 1927 à Paris et mort le 18 septembre 2017 à Valognes, dans la Manche, est un botaniste français, également ingénieur, dessinateur, écrivain, archiviste et collectionneur.
Petit-fils d'André Dauchez, il est le frère aîné de Francis Hallé (1938-), également botaniste.

## Éponymie
Plusieurs taxons lui rendent hommage, tels que le genre d'Orchidées Halleorchis, les espèces Tabernaemontana hallei, Toussaintia hallei ou Trichoscypha hallei.